# Masacre de las fincas Honduras y La Negra
La Masacre de las fincas Honduras y La Negra del corregimiento de Currulao de Turbo (Antioquia), fue ejecutada el 4 de marzo de 1988, por paramilitares, dejando a 20 trabajadores bananeros muertos.

## Antecedentes
La masacre ocurrió durante el recrudecimiento de la guerra sucia contra los movimientos sociales y partidos políticos de izquierda en Colombia, acusados de ser el brazo político de las guerrillas, llevada a cabo por elementos del Estado Colombiano y por grupos paramilitares. 
Un día antes de la masacre, en Dabeiba (Antioquia) habían sido asesinados un candidato a la Alcaldía y un diputado. En la finca “Guapá”, en Chigorodó(Antioquia), se encontraron seis cadáveres de miembros del movimiento A Luchar. En Apartadó (Antioquia) , a modo de protesta, los negocios estaban cerrados y el transporte inactivo, pues dos trabajadores del Sindicato de Braseros habían sido asesinados.

## Acontecimientos
En los días previos a los acontecimientos, varias patrullas militares habían registrado y detenido trabajadores en la región, acusando a los trabajadores de las fincas bananeras de pertenecer al Ejército Popular de Liberación (EPL).
En la madrugada del 4 de marzo de 1988, 30 hombres armados y encapuchados, pertenecientes a los paramilitares del Movimiento Obrero Estudiantil Nacional Socialista (Moens) de Fidel Castaño ingresaron a las fincas bananeras Honduras y La Negra, ingresaron a los campamentos donde se encontraban los trabajadores los llamaron con lista en mano, los obligaron a ubicarse en filas y les dispararon, asesinando a 20 trabajadores: 17 en la finca Honduras y 3 en La Negra, varios de ellos pertenecían al Frente Popular, al movimiento A Luchar, la Unión Patriótica y al Sindicato de Trabajadores Agrarios (Sintagro).  Aparte de los niños y de las mujeres, solo 9 trabajadores lograron sobrevivir a la masacre.
En esta acción participaron conjuntamente integrantes de la Brigada XIV y los Batallones Bárbula y Bomboná, adscritos a la Segunda División del Ejército Nacional, paramilitares de Fidel Castaño y de las Autodefensas del Magdalena Medio, por solicitud del empresario bananero Mario Zuluaga, quien reconoció su responsabilidad ante la Comisión de la Verdad.

## Víctimas
José Joaquín Mendoza, Darío Molina, Rodrigo Guzmán, José Mesa Sánchez, Manuel Espitia Cogollo, Enrique Giraldo Guizao, Rito Martínez Tréllez, Pedro González Martínez, Omar Ochoa, José Bienvenido González, Santiago Ortíz, Néstor Mario Gálvez, José Indovel Pineda, Natanael Rojas Restrepo, Guillermo León Valencia; Manuel Durango, Francisco Blanco, Julián Carrillo, Alino Rojas y Abel Meneses.

## Condenas
En 1991,los paramilitares Fidel Castaño, Henry Pérez, Marcelo de Jesús Pérez, Gonzalo Pérez, Adán Rojas Ospino, Hernán Giraldo Serna, Reynel Rojas, Ricardo Rayo y Mario Zuluaga Espinal alias ‘Francisco’, Luis Rubio Rojas, ex alcalde de Puerto Boyacá fueron condenados a 20 años de cárcel.
Para 2023, la Comisión Interamericana de Derechos Humanos (CIDH) abrió un proceso contra Colombia por el exilio de la exjuez de la República, Martha González, cuyo padre Álvaro González fue asesinado.

## Consecuencias
Posterior a la masacre, los 22mil trabajadores del Sindicato de Trabajadores Agropecuarios de Antioquia (Sintagro) y del Sindicato de Trabajadores del Banano (Sintrabanano) decretaron paro indefinido. Pidieron al Gobierno retirar al comandante de la X Brigada y del Ejército Nacional, que hacía presencia en las fincas bananeras. También exigieron la no suspensión de las elecciones ni permitir el nombramiento de alcaldes militares y, lo más importante, darles garantías a los líderes y trabajadores sindicales.
El recrudecimiento del conflicto se manifestaría en que esta sería la primera de 64 masacres ocurridas en 1988.

## Homenajes
En 2023, fue entregado un monumento en memoria a las distintas masacres ocurridas en la región.